# Ibne Idari
Abu Alabás Amade ibne Maomé ibne Idari de Marraquexe (em árabe: أبو العباس أحمد ابن عذاري المراكشي‎, Abū al-ʽAbbās Aḥmad ibn Muḥammad ibn ʽIḏārī al-Marrākushī), lembrado só como ibne Idari, foi um historiador do Magrebe da segunda metade do século XIII e das primeiras décadas do XIV. Foi alcaide em Fez e se sabe que em 1312/13 ainda estava escrevendo sua obra. Escreveu uma obra sobre califas, imames e emires do Oriente que não sobreviveu, mas cuja existência é atestada por citações suas. Sua obra restante se intitula al-Bayan al-Mugrib.